# Legatus
A legatus („küldött, megbízott”) a Római Birodalomban a senatus által más népekhez küldött követ, vagy a hadseregparancsnokok és helytartók mellé a senatus által kirendelt szenátori rangú segítő volt. Az i. e. 1. századtól a senatus felhatalmazást adhatott egyes személyeknek (pl. Pompeius, Iulius Caesar), hogy maguk nevezzenek ki legatusokat. A császárkorban a császár által kinevezett légióparancsnok és a császári kormányzás alatt álló provincia helytartója is legatus volt.

## Követek
Rómában a más népekkel való kapcsolattartás szakrális kérdés volt, a ius fetiale szabályozta, amit a fetialis papok felügyeltek. Eredetileg ők voltak Róma követei, hírvivői is, később csak különleges esetekben látták el ők maguk ezt a feladatot, mint a második pun háború előtt a hadüzenet átadását. A király, majd a köztársaság idején a szenátus egy 2-10 legatusból álló testületet küldött ki a háború és béke ügyeinek intézésére, akik szakrális védelem alatt álltak. Megbízatásuk igazolására arany pecsétgyűrűt kaptak. A testület vezetője a princeps legationis volt.
Augustustól kezdve a császárok megkapták a követküldés jogát, a senatus már csak formálisan hagyta jóvá a legatusok kinevezését.
Idegen országok követeit szintén legatusnak hívták és Rómában ugyanolyan szakrális védelem illette őket, mint a Róma saját követeit. Ellenséges államok követei azonban a birodalom területén csak római kísérettel utazhattak, és Róma megszentelt határán, a pomeriumon kívül kellett maradniuk.
Ez a funkció tovább él a pápai legátus tisztség nevében.

## Hadvezérek és helytartók legatusai
A háború utáni békeszerződés feltételeinek kidolgozására vagy egy provincia megszervezésére általában tíztagú legatusi testületet (decemviri) küldött ki a főparancsnok segítésére a senatus. Ennek általában tagjai voltak a főparancsnok elődei.
Pompeius volt az első, akit a senatus imperatorként felhatalmazott i. e. 67-ben (lex Gabinia, amelyet Aulus Gabinius néptribunus terjesztett be), hogy feladatai elvégzéséhez, A Földközi-tenger kalózoktól való megtisztításához maga nevezzen ki a belátása szerint 15 legatust a részfeladatok ellátására, méghozzá praetori rangban (legati pro praetore). Ekkor vált el a praetori jogkör először a praetori tisztség előzetes viselésétől. Pompeius a VI. Mithridatész elleni háborújához, majd Caesar a galliai proconsuli megbízatásához (i.e. 58–49) is megkapta a legatusok kinevezésének jogát. Caesar őket alvezérként (Labienus) és légióparancsnokként alkalmazta. Pompeius hispaniai proconsulatusa idején viszont nem tazott ell a provinciába, hanem legatusait alkalmazta helytartóként.
A polgárháborúban azután mindkét fél legatusokat alkalmazott mind légióparancsnokként, mind helytartóként. A császárkorban ez a két legátusi funkció állandósultak a légióparancsnok (legatus legionis) és a császári provincia kormányzója (legatus Augusti pro praetore) tisztségekben.
De megmaradt eredeti formájában is, mint a senatusi provincia helytartója, a proconsul alatt szolgáló legatus pro praetore.

## Etimológia
A lēgātus szó a lēgō (elküld, kiküld; örökbe hagy) igével van kapcsolatban. Ez nem összekeverendő a legō (szed, összegyűjt; kiszemel, kiválaszt) igével, amely viszont a legiō (legio) főnév forrása.